# Nicolas Spirlet
Nicolas Spirlet (Verviers, 11 mei 1715 – Monschau, 16 september 1794) was de laatste abt van de Sint-Hubertusabdij, in het hertogdom Luxemburg, een van de Oostenrijkse Nederlanden. 
Hij was een telg uit het deels adellijke geslacht de Spirlet. Zijn beleid was uitgesproken pro-Oostenrijks terwijl sommige medebroeders pro-Luiks waren; het prinsbisdom Luik was het buurland van Luxemburg en behoorde niet tot de Oostenrijkse Nederlanden. Dit culmineerde in een zware opstand in de abdij. Spirlet bouwde de eerste hoogoven in Luxemburg. Onder zijn beleid ging de abdij van Saint-Hubert bankroet.

## Titels
Als abt van de Benedictijnerabdij Saint-Hubert bezat hij ambtshalve de volgende titels: 
- groot-almoezenier van de Huisridderorde van Sint-Hubertus bij de Keurpalts
- pair van het hertogdom Bouillon
- burggraaf van Anseremme
- heer van Saint-Hubert en de bijhorende dorpen
- Gedeputeerde van de Provinciale Staten van Luxemburg.

## Levensloop

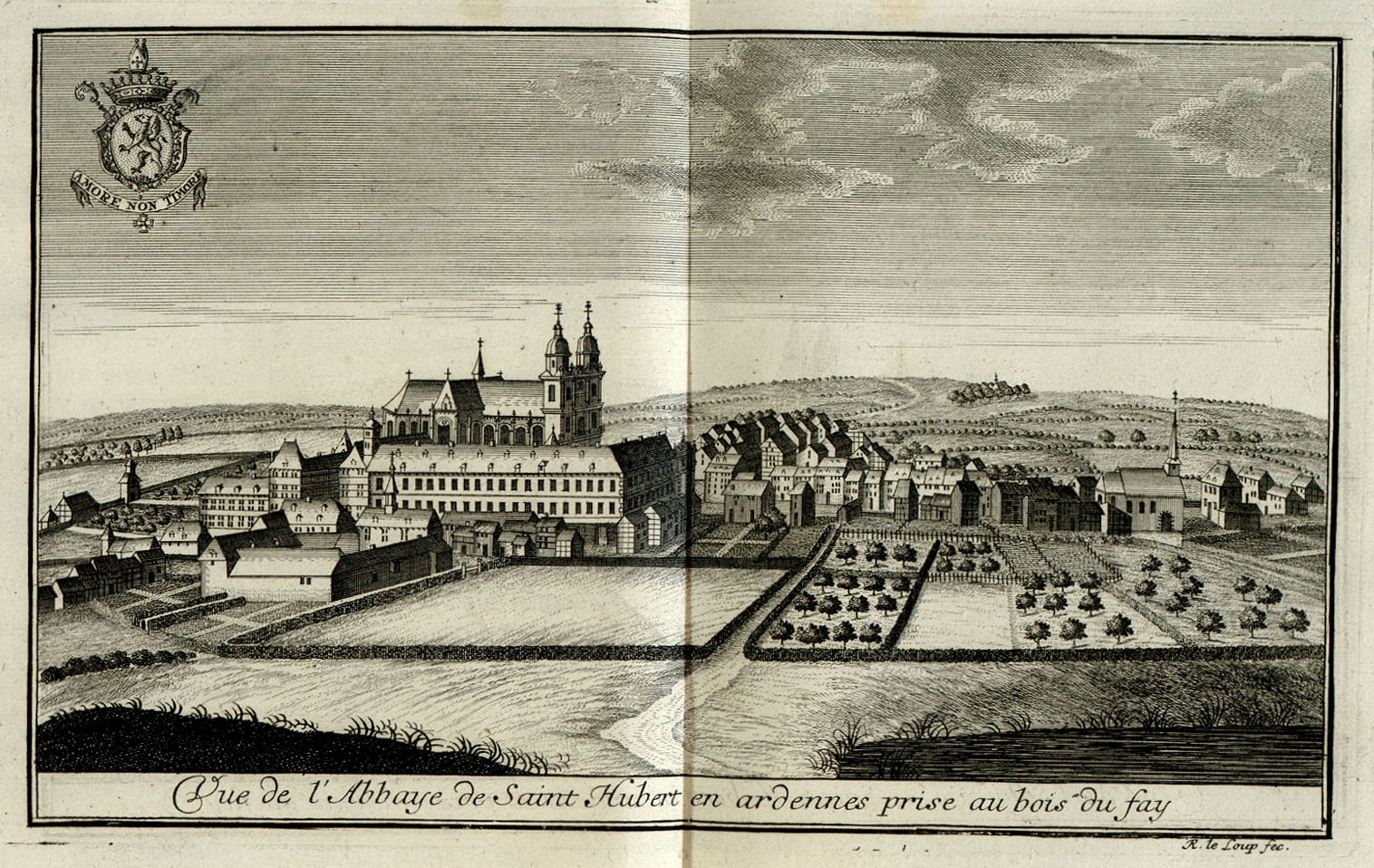
Abdij van Saint-Hubert (18e eeuw)

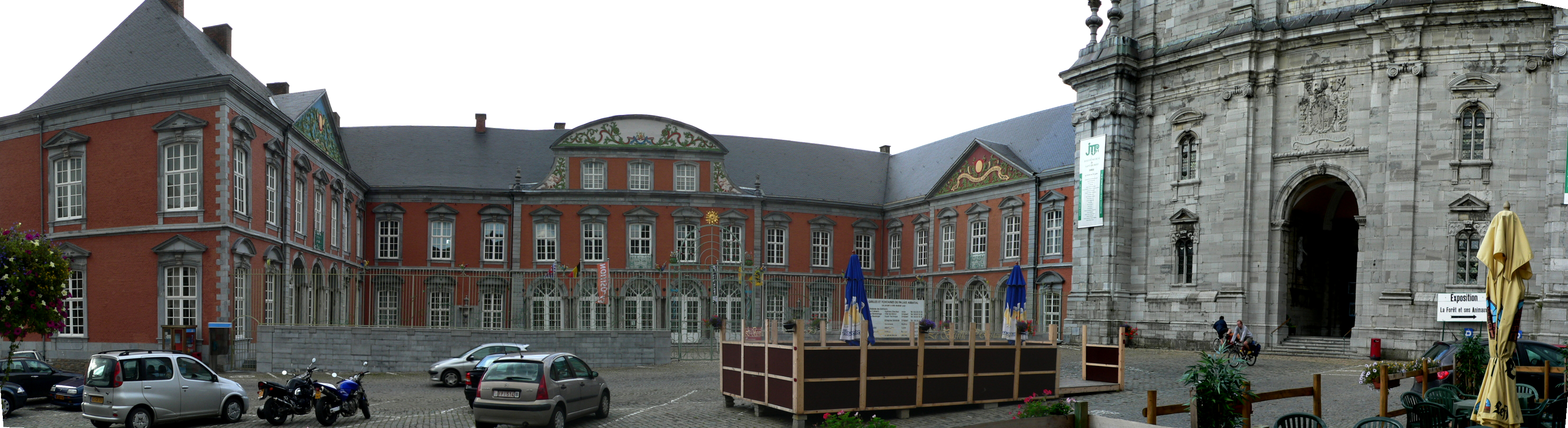
Abtenpaleis van Saint-Hubert, Belgisch-Luxemburg

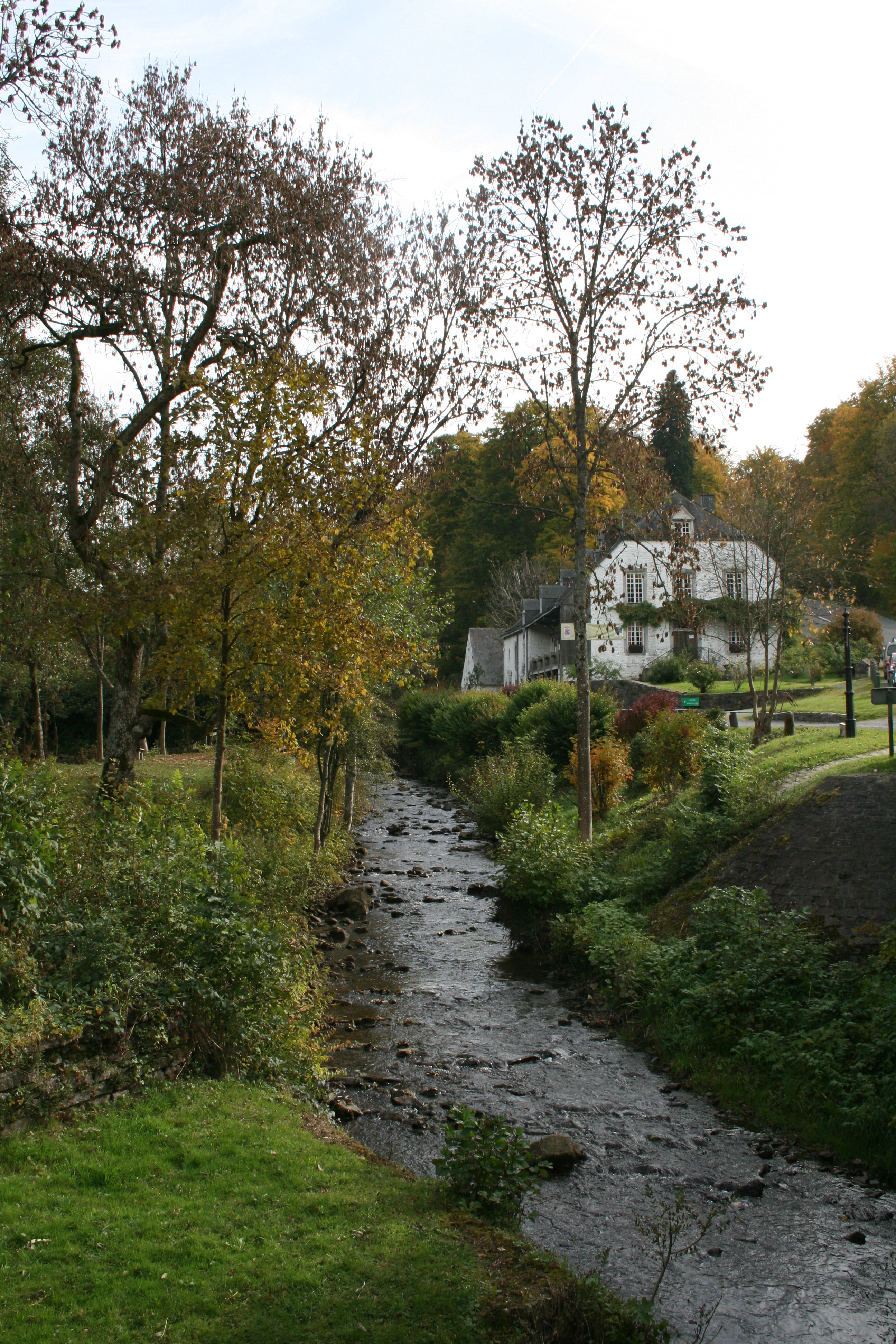
Hoogoven van Saint-Michel

### Benedictijn buiten de abdij
Aan de leeftijd van 18 jaar (1733) trad Spirlet in bij de Benedictijnen van Saint-Hubert, een van de grootste abdijen in het hertogdom Luxemburg. Een oom van hem was er benedictijn en de toenmalige abt, Célestin De Jong, was afkomstig van Pepinster, nabij zijn geboortestad Verviers. Samen met hem trad ook zijn jongere broer, Célestin Spirlet, toe tot deze abdij. Zijn jongere broer stierf een jaar later. In 1739 werd Nicolas Spirlet tot priester gewijd. De abdij verkeerde in een chaotische toestand: er was een factie voor het Oostenrijks bestuur van Luxemburg en een factie voor het prinsbisdom Luik. Abt Célestin de Jong leefde in Frankrijk, in Sedan, ver van het politiek gewoel in de abdij. De Oostenrijkse Successieoorlog voedde de discussie nog meer. 
Spirlet verhuisde, van 1743 tot 1760 leefde hij buiten de abdij van Saint-Hubert. Hij bracht veel tijd door in Brussel, aan het hof van de landvoogd der Oostenrijkse Nederlanden. In deze periode reisde hij naar Wenen, via de Keurpalts, waar hij te gast was bij keurvorst Karel Theodoor van Beieren. In de Keurpalts maakte hij kennis met de Orde van Sint-Hubertus, naar wie ook zijn abdij genoemd was. In Wenen verbleef hij bij minister von Cobenzl, die vanaf 1753 gevolmachtigd minister van de Oostenrijkse Nederlanden was. Von Cobenzl introduceerde Spirlet bij keizerin Maria-Theresia. Terug in Brussel ontving Spirlet van de keizerin een studiebeurs om filosofie te studeren aan de universiteit van Leuven in Oostenrijks-Brabant. Spirlet verbleef in Leuven aan het Luxemburgcollege. Nadat hij afstudeerde, keerde hij terug naar de abdij van Saint-Hubert (1760). Abt Célestin De Jong lag op sterven.

### Abt-ondernemer
De Benedictijnen verkozen Spirlet tot hun abt (1760). De financiën van de abdij stonden er slecht voor, wat te wijten was aan de verspilzucht binnen de abdij. Spirlet won de verkiezing door te beloven de jaarbalansen publiek te maken. Deze belofte zou hij nooit waarmaken. Op aanraden van minister von Cobenzl deed Spirlet beroep op paus Clemens XIII om elke aanspraak van de prins-bisschop van Luik uit de abdij te weren. De paus gaf hem ongelijk. De Luikse fractie bij de monniken won in macht en sleepte Spirlet voor de kerkelijke rechtbank van Luik. Charles d'Oultremont, prins-bisschop, deed de ruzie binnen de abdij van Saint-Hubert internationaal escaleren. De pauselijke nuntii in Keulen, Brussel en Parijs mengden zich in het juridisch dispuut over de soevereiniteit van de abdij. De verwijten in de abdij gingen heen en weer. De Luikse fractie verweet abt Spirlet despotisme, waanzin en financiële malversaties; Spirlet wreef zijn medebroeders rebellie aan. In 1764 trok een deel van de monniken weg uit Saint-Hubert om in Luik te wonen. Lakeien van Spirlet schoten op eenieder die de abdij nog wilde verlaten. De abdij ging op slot en het gastenverblijf was ontoegankelijk; hiermee verwaarloosde Spirlet de gastvrijheid, een van de pijlers van de Orde der Benedictijnen. De prins-bisschop eiste van Spirlet geld om monniken in Luik te huisvesten. In 1765 verklaarden de Staten van Luxemburg de weggetrokken monniken tot rebellen tegen Oostenrijk. In 1768 confisqueerden de Staten van Luxemburg een aantal bezittingen in Luxemburg van de prins-bisschop. Een jaar later, in 1769, kwam het tot een vergelijk tussen de Oostenrijkse minister in Brussel en prins-bisschop Charles d’Oultremont, waarbij keizerin Maria-Theresia, als hertogin van Luxemburg, al haar wereldlijk gezag mocht uitoefenen over de eigendommen van de abdij van Saint-Hubert. Tot in 1772 lieten de opstandige monniken pamfletten in Luik circuleren waarbij ze Spirlet als verkwister bestempelden.
Intussen handhaafde abt Spirlet met ijzeren hand de tucht in de abdij. Bij een overtreding moesten de monniken geld storten in de kas van de abdij. Buitenlandse bezoekers verbaasden zich over de scheldwoorden die de abt gebruikte tegenover medebroeders. De kastoestand van de abdij was sinds de dood van abt Célestin De Jong nog verslechterd. Abt Spirlet verkocht voor 200.000 ponden aan hout uit de bossen van Saint-Hubert. Daarnaast liet hij een grote leerlooierij bouwen om schoeisel te verkopen in heel Luxemburg. De leerlooiers uit Luxemburg waren niet opgezet dat hun arbeiders in Saint-Hubert moesten werken en tekenden protest aan. Hij kocht voor 80.000 ponden aan koeien in Vlaanderen om melkproducten te kunnen verkopen. Deze koeien hadden onvoldoende weiland in de Ardennen en stierven. Spirlet bouwde verder twee smederijen, een platina-atelier en een atelier om fornuizen en huisraad te fabriceren. De geldnood van de abdij vergrootte nog elk jaar.
De grootste industriële ambitie van de abt-ondernemer was de bouw van een hoogoven. In de jaren 1767-1770 onderhandelde Spirlet met leveranciers en met het ministerie in Brussel om de eerste hoogoven in Luxemburg te bouwen. Deze kwam er in het bos van Saint-Michel en werd genoemd Fourneau Saint-Michel. In 1771 liep de eerste gieteling over de vloer. In 1772 lagen er 360 gietelingen in zijn magazijn. In de jaren 1773-1774 vond Spirlet nog moeilijk geldschieters omdat de ijzerstaven moeilijk verkochten. De kwaliteit van het gegoten ijzer was niet goed, iets wat zijn tegenstanders in Luik gretig rondvertelden. Het prinsbisdom Luik bezat overigens zelf meerdere hoogovens en de concurrentie uit Luik was groot. Toen in 1775 de Amerikaanse Onafhankelijkheidsoorlog uitbrak, ontstond er snel een vraag naar ijzer om kanonnen te gieten. Ondanks deze tijdelijke opstoot van verkoop, liep de verkoop in Saint-Hubert niet goed. Spirlet had onbekwame werkkrachten aangetrokken en de Luikenaars blokkeerden de verkoop in Saint-Hubert waar ze konden.
De abdij van Saint-Hubert kende meerdere branden op haar grondgebied, wat niet ongewoon was in die tijd. Nochtans waren er enkele zware branden bij. In 1777 brandde de priorij van Château-Porcien uit, tezamen met het hele dorp. In 1790 brak er brand uit in de brouwerij, de bakkerij en de molens van de abdij: de jaarvoorraad aan meel ging in vlammen op. In 1781 brandde een deel van het bos van Saint-Hubert uit. Een forse voorraad hout ging hierbij verloren. Volgens de Oostenrijkse gendarmerie was deze brand aangestoken. Nog in hetzelfde jaar brandden 66 huizen van het dorp Nassogne af.
In de Verenigde Nederlandse Staten (1790) was Spirlet een vooraanstaand politicus in het hertogdom Luxemburg. Hij voerde een pro-Oostenrijks discours, wat een minderheidsstandpunt was in de Staten van Luxemburg. Het revolutionaire Frankrijk sloeg in 1790 eigendommen van de abdij van Saint-Hubert in Frankrijk aan wegens openstaande schulden aan Fransen.
De totale schuld van de abdij van Saint-Hubert werd in 1791 geraamd op 500.000 goudfranken. Tijdens de Eerste Oostenrijkse Restauratie stelden de voornaamste monniken een schuldenvereffening voor aan de Oostenrijkse overheid in Brussel (1791). Ze wilden bovendien dat de abdij van Saint-Hubert los kwam van de Orde der Benedictijnen zodat zij als een wereldlijk kapittel konden verder bestaan. De rol van abt Spirlet in dit initiatief blijft onbekend. Door de oorlogsomstandigheden ging het voorstel niet door.
Tijdens de Tweede Oostenrijkse Restauratie stond de naam van Spirlet op de lijst van betrouwbare politici in het hertogdom Luxemburg. Het betekende het laatste politieke optreden van Spirlet, de abt van Saint-Hubert. Bij een volgende troepenbeweging van Fransen in Luxemburg vluchtte Spirlet naar Monschau (1794). Monschau, destijds Montjoie geheten, was een stadje in het hertogdom Gullik, deel van het vorstendom Palts-Sulzbach. Hij vond onderkomen in het klooster der Franciscanen Sint-Franciscus in Monschau. Daar stierf hij in ballingschap op 16 september 1794. De Staten van Luxemburg verspreidde een overlijdensbericht waarbij zijn zin voor ondernemerschap vermeld werd. Tevens werden aan hem als verdiensten toegeschreven: het herstel van de discipline bij de monniken en zijn trouw aan het Huis Habsburg.

## Nasleep
De Franse overheid schafte de abdij als entiteit af op 1 september 1796. In december van hetzelfde jaar verjoegen zij de laatste Benedictijnen uit de abdij. De eigendommen van de abdij werden publiek verkocht. De lokale politicus en ondernemer Leopold Zoude kocht de voormalige hoogoven van Saint-Michel op.
- Gemeinsame Normdatei: 1070174610
- International Standard Name Identifier: 0000 0003 9085 4597
- Système universitaire de documentation: 238134709
- Virtual International Authority File: 284592722